# 안티라몬
안티라몬(ANDIRAMON, アンティラモン)은 디지몬 시리즈에서 등장하는 캐릭터(몬스터)이다.

## 소개
성우는 타다 아오이 / 배정미. 원래 문을 지키는 디지몬의 신 청룡몬의 부하 데바 중 한 명이며, 토끼의 모습을 하고 있다. 곽소희가 토끼라며 좋아하며 놀아주고 마쿠라몬이 나타나 곽소희를 납치하다가 구해주고 마쿠라몬을 공격한다. 마쿠라몬이 물러나고 오빠들이 나타나서 데바라는 사실을 알고 경계하자 디지바이스가 나타났고 안티라몬은 로프몬으로 퇴화하고 소희의 디지몬이 되었다. 12마리 데바 중 유일하게 로드당하지 않는 데바이다.